# Local Binary Pattern
Metoda LBP (Local Binary Pattern; lokální binární vzor) slouží k popisu vlastností obrázků pomocí příznaku, který obraz charakterizuje. V tomto případě je příznak reprezentován histogramem.

## Princip

Tři příklady okolí použité jako definice okolí a pro spočítání lokálního binárního vzoru (local binary pattern, LBP)

Při vytváření příznaku se prochází každý pixel obrázku (vyjímaje krajní pixely, protože nemá dostatek sousedních bodů) a přitom se pomocí ohodnocovací funkce získá jeho hodnota. Ohodnocovací funkce pracuje s okolními pixely, které jsou specifikovány pomocí parametru {\displaystyle R}, udávající vzdálenost bodů od aktuálního pixelu, a parametru {\displaystyle P}, který stanovuje počet bodů v daném okolí.
Vzorec pro výpočet hodnoty LPB pro různé varianty prvků {\displaystyle P} a {\displaystyle R}, kde {\displaystyle g_{c}} je centrální pixel.
{\displaystyle LPB_{P,R}=\sum _{p=0}^{P-1}s(g_{p}-g_{c})2^{p}}
{\displaystyle s(x)=\left\{{\begin{matrix}1&{\mbox{pro }}x>=0\\0&{\mbox{pro }}x<0\end{matrix}}\right.}
Obrázek, se kterým pracujeme, se musí převést do stupně šedi (grayscale). Následně se začne procházet pixel po pixelu a kolem každého se uvažuje jeho definované okolí. Nad všemi prvky se provede prahování (thresholding), dále se výsledná hodnota vynásobí danou váhou a získáme LBP hodnotu pro náš daný centrální bod ({\displaystyle g_{c}}). Ze všech LPB hodnot je následně vytvořen histogram četnosti výskytu, tzn. příznak obrázku. Tento výpočet je základní variantou LBP metody. Její názorná ukázka je na obrázku.
Pokud zkombinujeme dva níže popsané principy (invariance a uniformnosti) vylepšení metody LBP, dostaneme uniformní a rotačně invariabilní (invariantní) vzory, které jsou definovány podle vzorce
{\displaystyle LBP_{P,R}^{ri}=\left\{{\begin{matrix}\sum _{p=0}^{P-1}s(g_{p}-g_{c})2^{P}&{\mbox{pro }}U(LBP_{P,R})<=2\\P+1&{\mbox{pro }}jinak\end{matrix}}\right.}.
Díky tomto kroku se výrazně sníží počet vzorů obecně na P+1, spolu s minimální ztrátou informace.

## Rotační invariance
Velmi výhodnou vlastností LBP metody je rotační invariance, možnost vypořádat se s různým natočením klasifikovaného obrazu tak, že se z původní hodnoty a jejich sedmi bitových (v případě P=8) rotací vybere nejmenší hodnota. Tímto se také zmenší počet rotačních vzorů, u metody kde parametr P je roven 8 se zmenší na 36 vzorů. Názorně je princip ukázán na obrázku.

## Uniformní vzory
Vzhledem k tomu, že není nezbytné využívat v histogramu všechny možné okolí, vystačíme si pouze s její podmnožinou. Uniformní vzory (uniform patterns) jsou podmnožina, kde každý z přechodů 0/1 a 1/0 bude obsažen v hodnotě nanejvýš dvakrát. Všechny ostatní vzory budou reprezentovány jediným vzorem. Pro metodu s parametrem P=8 tak vznikne 59 vzorů.
{\displaystyle U(LPB_{P,R})=|s(g_{P-1}-g_{c})-s(g_{0}-g_{c})|+\sum _{p=1}^{P-1}|s(g_{p}-g_{c})-s(g_{p-1}-g_{c})|}